# زاك مونرو
زاك مونرو (بالإنجليزية: Zach Monroe)‏ هو لاعب كرة قاعدة أمريكي، ولد في 8 يوليو 1931 في بيوريا في الولايات المتحدة.

## وصلات خارجية
- زاك مونرو على موقعبيزبول رفرنس.كوم (الدوري الرئيسي) (الإنجليزية)
- زاك مونرو على موقعبيزبول رفرنس.كوم (الدوري الثانوي) (الإنجليزية)